# 星と旅する
『星と旅する』（ほしとたびする）は、石沢庸介による日本の漫画作品。『少年マガジンR』（講談社）2017年3号から2018年5号まで連載された。

## あらすじ
「超近接衛星」を一家に一星持てる世界。小さな家星を手に入れた放浪者・ゲンジは、海で遭難していたナゾの記憶喪失少女・ルナを助ける。ルナは「桃源郷のような星を造る」というゲンジの夢を手伝うため旅をはじめる。

## 登場人物
ゲンジ
【0刧級】手抜き顔の主人公。更地フェチ。趣味（友達）はボトリウム。音痴。釣り竿を移動や攻撃に使う。国星の軍人という過去を持ち戦闘力は非常に高い。軍人時代は、向かう所敵なく、顧みるものもなかったため「鬼神」と呼ばれていた。防水・防寒・防獣効果のある「閻魔アゲハのポンチョ」を作ることができる。閻魔アゲハの幼皮を安く売ったり、蛇腹カマキリの鎌をタダで譲ったりと、商売っ気のない性格をしている。
ルナ
母星で漂流していたところをゲンジに助けられた少女。自分の名前や漂流理由などの記憶を失っている。髪は虹色、瞳は銀河の如く深く美しい。13~14歳。「ルナ」はゲンジからもらった名前。命の恩人であり、名前や居場所、夢をわけてくれたゲンジに対し好意を持っており、子ども扱いされることを嫌う。後先のことを考えずに行動する自由奔放な性格。笑ったり怒ったり感情の起伏が激しい。
ナリキー
ゲンジの星に衝突した星の所有者。自分の星を自慢したいだけの成金星乗り。ゴミ捨てに使っていた衛星をゲンジに売った。
シーナ
村星ホシバシイの村長。ルナが抱くゲンジへの恋心にいち早く気付きゲンジへのパン作りを手伝うなど、面倒見の良い性格をしている。世界を自由に旅をしてホシバシイを世界一の国星にする夢を持っていた。ホシバシイがアダムの衛星になったとき、その夢をゲンジとベイダーに託した。そして親星（アダム）より立派な星になることを次の夢とした。
ローリエ
【7刧級】ベイダー・フレイムのメイド。口癖は「御気になさらず」。ベイダーからゲンジをアダムに移住させる任を受けゲンジの星に住むことになった。
ベイダー・フレイム
【？刧級】ゲンジの友人であり、国星アダムの国王。「天上統一」の夢を持ち、鳳凰を使役する世界最強の狩人。ゲンジの実力を高く評価しており、自身の国星アダムに来るよう勧誘している。幼いルナと口喧嘩するなど、負けず嫌いな性格をしている。ゲンジやホシバシイなど、自分が欲しいと思ったものはなんとしても手に入れようとする。
アクヴァーン
王室(ベイダー専属)執事長。ローリエ（の胸）を非常に高く評価している。ローリエの代わりにシーナがメイドを勤めることになった際、ベイダーに抗議していたが、シーナ（の胸）を見て評価を改めた。
ヨイチ
旅商人を装った星賊。三十余歳。女が男を喜ばせるたった一つの方法は「どこまでもいつまでも、エロく可愛く美しくあること」という考えを持つ。ルナを着飾った際にはその可愛さのあまり鼻血を出して倒れた。
シャクラ
【7刧級】星歌ランの参加者。イリス国代表。
アリア
【9刧級】サンダクロア国が生み出した異星の民。超重力星（シース）に適応。
イカロス
【22刧級】自然発生した異星の民。獄星（アポロン）に適応。

## 害獣
閻魔アゲハ（幼体）
【2刧級】無人星に生息していた害獣。目玉模様の皮を被り本物の目を擬態している。閻魔アゲハの幼皮は防水・防寒・防獣の効果があり、畑の獣除けにも使われる高級品。
蛇腹カマキリ♀
【4刧級】雲に乗りホシバシイに迷い込んだ害獣。番で群れる習性を持つ。自身に危害が迫ると番を叫び呼ぶ。鎌の切れ味は非常に良く、伐採にも使われる高級品。

## 星

### 家星
ゲンジの星
家がポツンと建つ何も無い星。ナリキーの星に衝突した際にクレータができた。

### 村星
ホシバシイ
星全体が成長の早い「星葉シイ」の木に覆われている。特産品は木。星葉シイ1本で10本~100本ぶんの木材を生産するため、ホシバシイでは木材が非常に安価で手に入る。しかし急成長するが故、たくさんの養分を必要とするため、ホシバシイの木がある地域では他の植物が育ちにくい。また広大な森には野生動物が多く生息していて、村に被害を与えるケースが後を絶たない。故に、防獣効果のある閻魔アゲハの幼皮の存在が欠かせない。男子禁制の工房があり、木から家具や紙、ドングリからパンなどを作っている。パンは「苦みと甘み大人の恋の味」がする。国星の衛星になることは、外敵への援護や物資の援助などの恩恵を享受でき、村星にとって有益なことである。しかしその特性故に、害樹になるリスクが高いホシバシイの木を抱えるホシバシイは、国星にとって脅威であり、衛星になることを断られ続けてきた。後に国星アダムの第43衛星となった。

### 国星
アダム
世界的に有名な発展国。栄養が行き届いており、採れる玉ねぎは非常に大きい。
アルテミス
ゲンジとベイダーの母国。国防と資源採取の為に構成された「猟軍」を持つ。
サンダクロア
国力増強のため子供を異星に住まわせ強制的に異能を開花させている。

### 他星
大害星プルート
【8刧級】国星アルテミスに襲来した大害星。害星の物は採取・飼養・栽培・保管・運搬・輸入、全てが禁じられている。ゲンジら猟軍の「プルート討伐作戦」より害獣は絶滅したが、猟軍のメンバーもゲンジとベクター以外戦死した。
ゼウス
世界最大の衛星。かつては世界最大の大害星でもあり、アベレージ10刧を超える害獣は星を跨ぎ各国星及び家星に害を与えていた。各国狩人を総動員し多数の犠牲を出した「ゼウス討伐作戦」の末、害獣たちは減少傾向に向かいはじめた。
母星
陸のない海の星。家星、村星、国星、など「超近接衛星群」が浮かび、そこで人々が生活している。母星に浮かぶ星々は「異重力」を使い足りない物資を補いながら暮らしている。

## 用語
劫
狩人達の記号。数字の大きさがそのままその生物の強さを表す。
異星の民
氷結の星や雷鳴の星など、超近接衛星の中には人の住むことが出来ない「異星」と呼ばれる星がある。本来人が生存できる環境では無い異星に、「何らかの理由で」長期的に住みつき異星に「適応」した者を異星の民と呼ぶ。進化（適応）の過程で人ならざる力を手に入れるケースが多く、異星の民はかつて「異星人」と呼ばれ忌み嫌われた。
世界魚（バハムート）
【?刧級】母星の在来種。世界最大の衛星・ゼウスと同等の大きさを誇る。星を餌とすると言われている。
星歌祭
母星を祝う祭り。世界一の家星を決める祭典でもある。

## 書誌情報
- 石沢庸介『星と旅する』講談社〈講談社コミックス月刊マガジン〉、全3巻
  1. 2017年10月17日初版発行（同日発売[3][4]）、ISBN 978-4-06-392609-5
  2. 2018年2月16日初版発行（同日発売[5]）、ISBN 978-4-06-510883-3
  3. 2018年8月17日初版発行（同日発売[6]）、ISBN 978-4-06-512358-4

## 各話タイトル
- 第1話 超近接衛星
- 第1.5話 万屋ヨイチ
- 第2話 異重力
- 第3話 村星ホシバシイ
- 第4話 ベイダー・フレイム
- 第5話 国星アダム
- 第6話 ローリエ・ジェスタロッサ
- 特別編 秘密基地
- 第7話 星歌祭
- 第8話 星歌ラン
- 第9話 G戦上のアリア
- 第10話 異星の民
- 第11話 獄星のイカロス
- 第12話 イカロスの業火
- 最終話 私たちの星の旅